# 洪恰里夫 (伊凡諾-法蘭科夫斯克州)
48°40′4″N 25°13′3″E / 48.66778°N 25.21750°E
洪恰里夫（羅馬化：Honchariv）是烏克蘭西部的村莊，隸屬伊萬諾-弗蘭科夫斯克州的伊萬諾-弗蘭科夫斯克區。該村始建於1814年，面積9.22平方公里，2001年人口569，人口密度每平方公里61.7人。